# Alexis Mac Allister
Alexis Mac Allister (Santa Rosa, La Pampa, 24 de diciembre de 1998)  es un futbolista argentino que juega de centrocampista en el Liverpool F. C. de la Premier League.

## Biografía
Alexis Mac Allister nació el 24 de diciembre de 1998 en Santa Rosa, La Pampa. Los hermanos mayores de Mac Allister, Francis y Kevin, también son futbolistas. Son hijos del actual político Carlos Mac Allister y sobrinos de Patricio Mac Allister, ambos futbolistas retirados. Los Mac Allister son originarios de Escocia, aunque la ascendencia más reciente de Mac Allister es de ascendencia irlandesa. En una entrevista anterior, confirmó que algunos de sus antepasados llegaron a la Argentina desde Irlanda y afirmó que está al tanto de vínculos con Escocia. Sus antepasados se remontan a Donabate, Irlanda. También puede rastrear la ascendencia a Fife en el este de Escocia.
Alexis se mudó a la Ciudad de Buenos Aires a los 7 años y asistió al Colegio IEA (Instituto Evangélico Americano) ubicado en el Barrio de Villa del Parque.

## Trayectoria

### Argentinos Juniors
Al igual que sus dos hermanos, comenzó su carrera con Argentinos Juniors. Su debut profesional con Argentinos llegó en la Primera B Nacional en octubre de 2016 frente a Central Córdoba.
El 10 de marzo de 2017, anotó el primer gol en el profesionalismo en la derrota 2-1 ante Instituto. En total, anotó tres goles en veintitrés partidos, mientras Argentinos se encontraba en la segunda categoría del fútbol argentino, en la cual se proclamó campeón de la Primera B Nacional 2016-17. Posteriormente hizo su primera aparición en la Superliga Argentina 2017-18, el 9 de septiembre contra Patronato.
En el mercado de pases de verano 2018-19, Boca Juniors pretendió incorporarlo. Lo único que no permitió su llegada al club fue la cifra de su valor en el mercado (8.500.000 €).

### Brighton & Hove Albion F. C.
El 21 de enero de 2019, el Brighton & Hove Albion de la Premier League de Inglaterra lo contrató, realizándose una venta récord para el club de La Paternal por una posible venta en el futuro. Mientras tanto, permaneció en Argentinos Juniors.

#### Préstamo a Boca Juniors
En junio de 2019 firmó el préstamo a Boca Juniors para tener minutos de juego, debido a la demora en el trámite de la visa para Inglaterra. El 6 de julio marcó su primer gol con el Xeneize en el partido amistoso que Boca disputó con Chivas. El 18 de julio anotó un gol en el 2:0 sobre Atlético Tucumán en otro amistoso.
En su estreno oficial, el 24 de julio de ese mismo año, le dio el triunfo a Boca 1:0 sobre Athletico Paranaense por la ida de los octavos de final de Copa Libertadores 2019, saliendo como figura. El 31 de julio por la vuelta, asistió para el 2:0 final en el triunfo sobre Paranaense. El 21 de agosto, realizó una gran asistencia en la victoria de Boca 3:0 sobre Liga de Quito por cuartos de final de Copa Libertadores 2019.A principios de 2020, ya finalizado su préstamo ganó su primer título con Boca, en el Campeonato de Primera División 2019-20.

### Vuelta al Brighton
En enero de 2020, el Brighton & Hove Albion le consiguió el permiso de trabajo, por lo que dejó el club Xeneize, con algo de polémica por declaraciones cruzadas con Jorge Bermúdez (integrante del consejo de fútbol de Boca) sobre el manejo del traspaso y las reales intenciones de Boca Juniors por retenerlo. En la 21-22 ha tenido un gran rendimiento marcando 4 goles en un partido, siendo además campeón de la Copa Mundial de 2022 como titular con la Selección Argentina. En el Brighton logró llevar al equipo a su mejor posición histórica (6°) en la Premier League, con 10 goles marcados en 32 partidos, y clasificando para la Europa League por primera vez en la historia de la institución. 

### Liverpool F. C.
El 8 de junio de 2023 se confirmó su fichaje para el Liverpool F. C. por 35 mill. de £, siendo incorporado al plantel con el dorsal número 10.Su debut se produjo en un amistoso frente al Karlsruher SC dónde logró una asistencia para el último gol del encuentro.El 13 de agosto fue titular por primera vez en el marco de la Premier League 2023-24 enfrentando al Chelsea.El 3 de diciembre marcó su primer gol con la camiseta de los Reds frente al Fulham F. C. en un encuentro que terminaría 4:3 a favor del Liverpool.
En 2025, Mac Allister se consolidó como una pieza clave en el centro del campo del Liverpool. Su destacada actuación en abril le valió el reconocimiento como Jugador del Mes de la Premier League, convirtiéndose en el cuarto argentino en la historia en recibir este galardón. Además, su rendimiento fue fundamental en la conquista del título de la Premier League 2024-25 por parte del Liverpool.
En la temporada 2024/25, se consolidó como uno de los mejores centrocampistas del mundo, desempeñando un papel clave en el triunfo del Liverpool en la Premier League. El incansable delantero estuvo presente en la mayoría de los partidos y marcó un golazo contra el Tottenham que prácticamente selló el título. Las estadísticas de Mac Allister (siete goles y seis asistencias) quizá no parezcan impresionantes en teoría, pero cualquiera que lo haya visto jugar sabrá lo fundamental que ha sido para el sistema de los Reds: siempre atacando con el balón, mostrando visión y siendo el compañero ideal de Dominik Szoboszlai y Ryan Gravenberch.

## Selección nacional

### Juveniles
Después de debutar en Argentinos, recibió una llamada de Claudio Úbeda para la selección sub-20 de Argentina. El viernes 6 de septiembre de 2019 hizo su debut en la selección mayor en un amistoso ante el seleccionado de Chile.
También tuvo una destacada performance en el Preolímpico Sub-23 de 2020, disputado en Colombia, con goles y asistencias que ayudaron a conseguir el campeonato una fecha antes de la final.
Disputó los Juegos Olímpicos de Tokio 2020 con la Selección Olímpica. A pesar de quedar como figura y representante del equipo en el torneo, la Selección no logró clasificar a los cuartos de final y quedó eliminada en primera ronda.

#### Participaciones en Preolímpico
| Torneo                        | Sede     | Resultado | Partidos | Goles |
| ----------------------------- | -------- | --------- | -------- | ----- |
| Preolímpico Sudamericano 2020 | Colombia | Campeón   | 6        | 4     |

#### Participaciones en Juegos Olímpicos
| Torneo                | Sede  | Resultado      | Partidos | Goles |
| --------------------- | ----- | -------------- | -------- | ----- |
| Juegos Olímpicos 2020 | Tokio | Fase de grupos | 1        | 0     |

### Absoluta
Hizo su debut en la Selección de Argentina el 5 de septiembre de 2019 mientras jugaba en Boca Juniors. Su debut se produjo en un partido amistoso frente a Chile. Tras su buen desempeño, volvió a ser convocado en la selección mayor a finales de ese mismo año para otra gira de amistosos de la mano de Lionel Scaloni.
En enero de 2022, fue convocado nuevamente para disputar las clasificatorias de Conmebol para la Copa Mundial de 2022. Tras la lesión de Giovani Lo Celso, su nombre ingresó en la lista de convocados para disputar la Copa Mundial de 2022.
Disputó seis de los siete partidos de la Copa, habiendo estado ausente únicamente en el primer partido, que finalizó en derrota 1-2 ante el seleccionado de Arabia Saudita. A partir del segundo partido de la fase de grupos se consolidó en el mediocampo titular. En el tercer partido de la fase de grupos, el 30 de noviembre de 2022, marcó su primer gol oficial con la selección nacional frente a Polonia, en el inicio del segundo tiempo. El 18 de diciembre participó de la final de la Copa del Mundo, donde asistió a Di María para el 2-0 parcial. Argentina ganaría 4-2 por penales frente a Francia y se consagraría así campeón del mundo.
En 2024 fue campeón con la albiceleste de la Copa América de aquel año, desarrollada en Estados Unidos, siendo habitual titular en el once inicial de Lionel Scaloni.

#### Participaciones en Copas del Mundo
| Mundial           | Sede  | Resultado | Partidos | Goles |
| ----------------- | ----- | --------- | -------- | ----- |
| Copa Mundial 2022 | Catar | Campeón   | 6        | 1     |

#### Participaciones Copas América
| Torneo            | Sede           | Resultado | Partidos | Goles |
| ----------------- | -------------- | --------- | -------- | ----- |
| Copa América 2024 | Estados Unidos | Campeón   | 5        | 0     |

#### Participaciones en Copa de Campeones Conmebol-UEFA
| Torneo           | Sede    | Resultado | Partidos | Goles |
| ---------------- | ------- | --------- | -------- | ----- |
| Finalissima 2022 | Londres | Campeón   | 0        | 0     |

## Estadísticas

### Clubes
Actualizado al último partido disputado el 15 de agosto de 2025.
| Club                                    | Div.          | Temporada     | Liga  | Liga  | Liga   | Copas nacionales | Copas nacionales | Copas nacionales | Copas internacionales | Copas internacionales | Copas internacionales | Total | Total | Total  |
| Club                                    | Div.          | Temporada     | Part. | Goles | Asist. | Part.            | Goles            | Asist.           | Part.                 | Goles                 | Asist.                | Part. | Goles | Asist. |
| --------------------------------------- | ------------- | ------------- | ----- | ----- | ------ | ---------------- | ---------------- | ---------------- | --------------------- | --------------------- | --------------------- | ----- | ----- | ------ |
| A. A. Argentinos Juniors Argentina      | 2.ª           | 2016-17       | 24    | 3     | 0      | 1                | 0                | 0                | —                     | —                     | —                     | 25    | 3     | 0      |
| A. A. Argentinos Juniors Argentina      | 1.ª           | 2017-18       | 25    | 2     | 6      | 3                | 1                | 0                | —                     | —                     | —                     | 28    | 3     | 6      |
| A. A. Argentinos Juniors Argentina      | 1.ª           | 2018-19       | 19    | 5     | 0      | 7                | 1                | 2                | 4                     | 0                     | 1                     | 30    | 6     | 3      |
| A. A. Argentinos Juniors Argentina      | Total club    | Total club    | 68    | 10    | 6      | 11               | 2                | 2                | 4                     | 0                     | 1                     | 83    | 12    | 9      |
| C. A. Boca Juniors Argentina            | 1.ª           | 2019          | 13    | 1     | 1      | 1                | 0                | 1                | 6                     | 1                     | 2                     | 20    | 2     | 4      |
| C. A. Boca Juniors Argentina            | Total club    | Total club    | 13    | 1     | 1      | 1                | 0                | 1                | 6                     | 1                     | 2                     | 20    | 2     | 4      |
| Brighton & Hove Albion F. C. Inglaterra | 1.ª           | 2020          | 9     | 0     | 0      | —                | —                | —                | —                     | —                     | —                     | 9     | 0     | 0      |
| Brighton & Hove Albion F. C. Inglaterra | 1.ª           | 2020-21       | 21    | 1     | 1      | 6                | 2                | 1                | —                     | —                     | —                     | 28    | 3     | 2      |
| Brighton & Hove Albion F. C. Inglaterra | 1.ª           | 2021-22       | 33    | 5     | 2      | 3                | 0                | 2                | —                     | —                     | —                     | 36    | 5     | 4      |
| Brighton & Hove Albion F. C. Inglaterra | 1.ª           | 2022-23       | 35    | 10    | 2      | 5                | 2                | 1                | —                     | —                     | —                     | 40    | 12    | 3      |
| Brighton & Hove Albion F. C. Inglaterra | Total club    | Total club    | 98    | 16    | 5      | 14               | 4                | 4                | 0                     | 0                     | 0                     | 112   | 20    | 9      |
| Liverpool F. C. Inglaterra              | 1.ª           | 2023-24       | 33    | 5     | 5      | 7                | 1                | 0                | 6                     | 1                     | 2                     | 46    | 7     | 7      |
| Liverpool F. C. Inglaterra              | 1.ª           | 2024-25       | 35    | 5     | 5      | 5                | 0                | 1                | 8                     | 2                     | 0                     | 48    | 7     | 6      |
| Liverpool F. C. Inglaterra              | 1.ª           | 2025-26       | 1     | 0     | 1      | 1                | 0                | 0                | 0                     | 0                     | 0                     | 2     | 0     | 1      |
| Liverpool F. C. Inglaterra              | Total club    | Total club    | 69    | 10    | 11     | 13               | 1                | 1                | 14                    | 3                     | 2                     | 96    | 14    | 14     |
| Total carrera                           | Total carrera | Total carrera | 248   | 37    | 23     | 39               | 7                | 8                | 24                    | 4                     | 5                     | 311   | 48    | 36     |

## Palmarés

### Campeonatos nacionales
| Título                        | Equipo             | País       | Año  |
| ----------------------------- | ------------------ | ---------- | ---- |
| Primera B Nacional            | Argentinos Juniors | Argentina  | 2017 |
| Primera División de Argentina | Boca Juniors       | Argentina  | 2020 |
| Copa de la Liga               | Liverpool F. C.    | Inglaterra | 2024 |
| Premier League                | Liverpool F. C.    | Inglaterra | 2025 |

### Campeonatos internacionales
| Título                          | Equipo           | Sede           | Año  |
| ------------------------------- | ---------------- | -------------- | ---- |
| Preolímpico Sudamericano        | Argentina sub-23 | Colombia       | 2020 |
| Copa de Campeones Conmebol-UEFA | Argentina        | Londres        | 2022 |
| Copa Mundial de la FIFA         | Argentina        | Catar          | 2022 |
| Copa América                    | Argentina        | Estados Unidos | 2024 |

### Distinciones individuales
| Distinción                                                              | Año              |
| ----------------------------------------------------------------------- | ---------------- |
| Jugador del Partido en la Copa Mundial de Fútbol (vs. Polonia)          | 2022             |
| Parte de los 100 mejores jugadores del mundo según The Guardian         | 2022, 2023, 2024 |
| Mejor gol del mes de diciembre de la Premier League                     | 2023             |
| Mejor jugador del mes de marzo del Liverpool F. C.                      | 2024             |
| Once Ideal de la Copa América por IFFHS                                 | 2024             |
| Jugador del partido vs Real Madrid C. F. - Liga de Campeones de la UEFA | 2024             |
| Jugador del mes de la Premier League (Abril)                            | 2025             |
| Nominado al Balón de Oro                                                | 2025             |

### Condecoraciones
| Condecoración                                          | Año  |
| ------------------------------------------------------ | ---- |
| Ciudadano ilustre de la ciudad de Santa Rosa, La Pampa | 2022 |